# Szymon Samelson

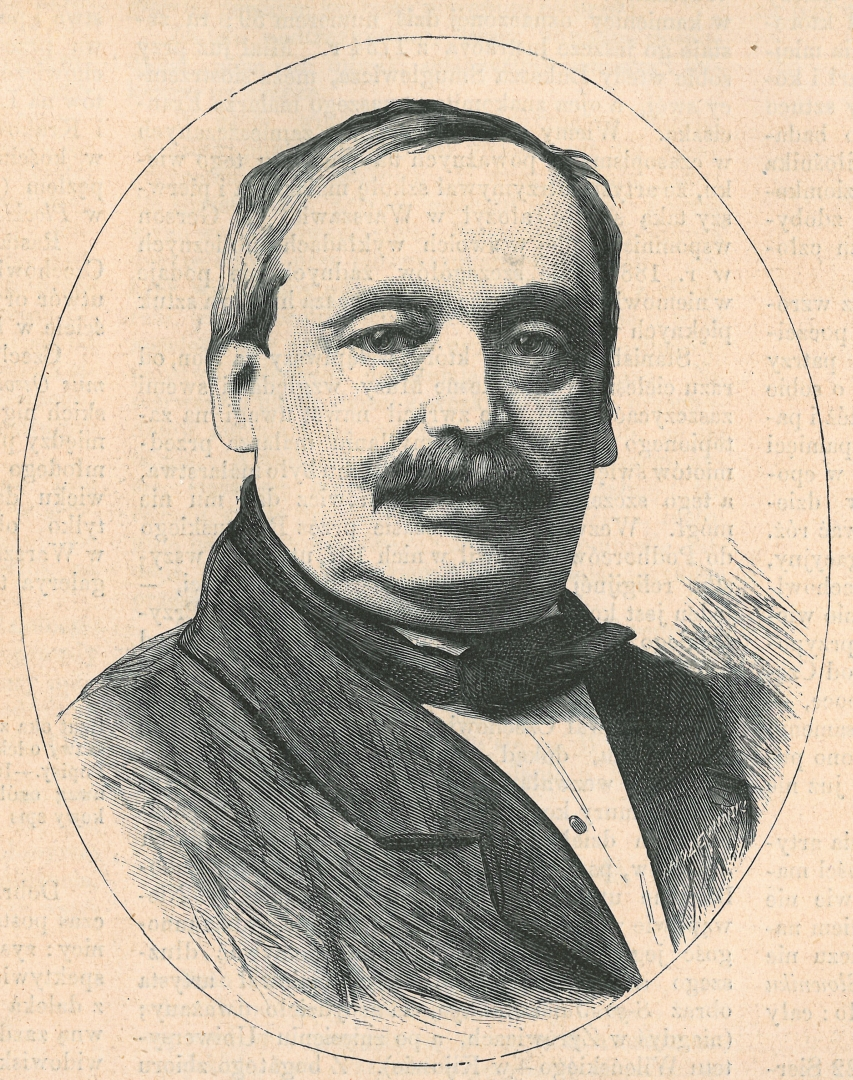
Samelson Szymon (um 1881)

Szymon Samelson (* September 1818 in Warschau; † 9. Juni 1881 in Krakau) war ein österreichisch-galizischer Advokat und Politiker. Er war Abgeordneter zum Galizischen Landtag.

## Leben
Samelson wurde als Sohn von Maurycy Samelson, einem Warschauer Bankier, Industriellen und Eigentümer der Minen in Olkusz und Górka Szlachecka geboren. Seine Mutter war Ludwika Rebeka, geborene Zarówka. Er besuchte das St. Anna Gymnasium in Krakau und studierte anschließend von 1824 bis 1834 Rechtswissenschaften an der Jagiellonen-Universität sowie von 1835 bis 1836 in Berlin. Im Jahr 1837 promovierte er zum Doktor der Rechte an der Jagiellonen-Universität. Er wurde 1848 zum Mitglied des Nationalen Krakauer Komitees gewählt und arbeitete von 1849 bis 1855 als Gerichtsschüler in Krakau. Im Jahr 1858 konnte er als einer der ersten Juden in Krakau seine eigene Anwaltskanzlei gründen.
Im Jahr 1861 wurde Samelson als Vertreter der Stadt Krakau in den Galizischen Landtag gewählt, dem er bis 1870 angehörte. 1866 war er Mitglied des Krakauer Stadtrats geworden. Samelson galt als Befürworter der radikalen Assimilation und Polonisierung galizischer Juden, kämpfte für die Verteidigung der grundsätzlichen nationalen Freiheiten, die Gleichberechtigung aller Stände sowie für eine Demokratisierung.  Er wurde zum Mitglied des Krakauer Nationalkomitees gewählt und nahm in seinem Namen an der Delegation galizischer Politiker nach Wien und an der französischen Mission von Alfred Młocki teil, um diplomatische Hilfe für das aufständische Galizien zu suchen. Zudem organisierte er Kundgebungen für polnische Patrioten aus Schlesien, Posen und Galizien mit.
Neben seiner Tätigkeit als Anwalt und Politiker war Samelson auch publizistisch tätig. So war er ab 1864 gemeinsam mit dem Landtagsabgeordneten Ignacy Lipczyński Herausgeber der Tageszeitung „Wiek“ und wirkte von 1869 bis 1874 als Mitherausgeber der von Adam Sapieha gegründeten Tageszeitung „Kraj“. Zudem begann er als 1865 als Mitglied des Jüdischen Komitees in der jüdischen Gemeinde zu arbeiten, war ab 1870 Vorsitzender des Vereins „Koło Polityczne“, zwischen 1873 und 1874 Vizepräsident der Krakauer Anwaltskammer und 1870 Präsident der israelitischen Kirche in Krakau.
Samelson heiratete 1841 Regina Rachel Loewenstein in Krakau. Er wurde nach seinem Tod auf dem jüdischen Friedhof in Krakau beigesetzt.